# Sympodula
Sympodula – rodzaj komórki konidiotwórczej u grzybów. Jest to końcowa strzępka, na której wytwarzane są bezpłciowo zarodniki zwane konidiami.
W sympoduli kolejne konidia powstają na szczycie, lub na boku poprzedniego konidium naprzemiennie – raz z jednego boku, raz z drugiego. Wskutek tego komórka konidiotwórcza podczas konidiogenezy (czyli wytwarzania zarodników) zmienia swój kształt, często staje się zygzakowato wygięta. Sympodula zawsze jest poliblastyczna. Gdy zarodniki odpadną już od niej, pozostają ślady w postaci mniej lub bardziej widocznych blizn lub ząbków. Kształt tych blizn czy ząbków i ich lokalizacja mają znaczenie przy oznaczaniu gatunków.